# Opiate Sun
Opiate Sun è un EP del gruppo musicale Jesu, pubblicato nel 2009.

## Tracce
1. Losing Streak – 6:15
2. Opiate Sun – 7:09
3. Deflated – 6:59
4. Morning Light – 5:31

## Formazione

### Gruppo
- Justin Broadrick – voce, strumenti